# Eleição municipal de Valparaíso de Goiás em 2016
A eleição municipal de Valparaíso de Goiás em 2016 foi realizada para eleger um prefeito, um vice-prefeito e 13 vereadores no município de Valparaíso de Goiás, no estado brasileiro de Goiás. Foram eleitos Pabio Correia Lopes  e Zeli Fritsche para os cargos de prefeito(a) e vice-prefeito(a), respectivamente. 
Seguindo a Constituição, os candidatos são eleitos para um mandato de quatro anos a se iniciar em 1º de janeiro de 2017. A decisão para os cargos da administração municipal, segundo o Tribunal Superior Eleitoral, contou com 68 702 eleitores aptos e 7 160 abstenções, de forma que 10.42% do eleitorado não compareceu às urnas naquele turno. 

## Resultados

### Eleição municipal de Valparaíso de Goiás em 2016 para Prefeito
A eleição para prefeito contou com 4 candidatos em 2016: Iraquitan Oliveira da Silva do Partido Comunista do Brasil, Roberto Gomes Martins do Partido dos Trabalhadores, Pabio Correia Lopes do Partido da Social Democracia Brasileira, Joao Afranio Pimentel do Partido Liberal (2006) que obtiveram, respectivamente, 608, 5 542, 27 984, 19 933 votos. O Tribunal Superior Eleitoral também contabilizou 10.42% de abstenções nesse turno. 
| Candidato(a)                        | Vice                        | Coligação                       | Votos recebidos | Percentual |
| ----------------------------------- | --------------------------- | ------------------------------- | --------------- | ---------- |
| Pabio Correia Lopes (PSDB)          | Zeli Fritsche               | Pela Reconstrução de Valparaíso | 27984           | 51.76%     |
| Joao Afranio Pimentel (PR)          | Ângela Magda Pessoa         | Renasce a Esperança do Povo!    | 19933           | 36.87%     |
| Roberto Gomes Martins (PT)          | Francisco Rodrigues Portela | Mãos que Sabem Construir        | 5542            | 10.25%     |
| Iraquitan Oliveira da Silva (PCdoB) | Fabrício Sousa Costa        | Esse e o Caminho                | 608             | 1.12%      |

### Eleição municipal de Valparaíso de Goiás em 2016 para Vereador
Na decisão para o cargo de vereador na eleição municipal de 2016, foram eleitos 13 vereadores com um total de 55 722 votos válidos. O Tribunal Superior Eleitoral contabilizou 2 891 votos em branco e 2 929 votos nulos. De um total de 68 702 eleitores aptos, 7 160 (10.42%) não compareceram às urnas .
| Nome                             | Partido político                               | Coligação                                 | Votos recebidos | Percentual |
| -------------------------------- | ---------------------------------------------- | ----------------------------------------- | --------------- | ---------- |
| Elvis de Souza Santos            | Solidariedade (SD)                             | Força e Fé                                | 1478            | 2.65%      |
| Alceu Nascimento Gomes Soares    | Democracia Cristã (DC)                         | Pela Reconstrução de Valparaíso I         | 1374            | 2.47%      |
| João Brandão do Nascimento       | Partido Trabalhista Brasileiro (PTB)           | Somos Todos Valparaíso                    | 1144            | 2.05%      |
| Nerivaldo Silva de Araújo        | Partido da República (PR)                      | Força e Fé                                | 1098            | 1.97%      |
| José Antônio Ribeiro             | Movimento Democrático Brasileiro (MDB)         | Avança Valparaiso                         | 1024            | 1.84%      |
| Elenir de Souza Nunes            | Partido Republicano da Ordem Social (PROS)     | Avança Valparaiso                         | 994             | 1.78%      |
| Jose Maria Alves Filho           | Solidariedade (SD)                             | Força e Fé                                | 977             | 1.75%      |
| Silvano Pereira Neto             | Partido dos Trabalhadores (PT)                 | Partido dos Trabalhadores (sem coligação) | 785             | 1.41%      |
| Paulo Cesar da Costa Melo Soares | Partido Pátria Livre (PPL)                     | Por Respeito a Nossa Gente                | 781             | 1.4%       |
| Maria Neide da Fonseca Xavier    | Partido da Social Democracia Brasileira (PSDB) | Pela Reconstrução de Valparaíso I         | 701             | 1.26%      |
| Maria Bento do Monte             | Partido da Social Democracia Brasileira (PSDB) | Pela Reconstrução de Valparaíso I         | 616             | 1.11%      |
| Antonio José Ferreira            | Progressistas (PP)                             | Pela Reconstrução de Valparaíso III       | 561             | 1.01%      |
| Flávio Lopes de Abreu            | Progressistas (PP)                             | Pela Reconstrução de Valparaíso III       | 493             | 0.88%      |